# Grupo del Erlspitze
El Grupo del Erlspitze (en alemán: Erlspitzgruppe), también llamado Seefeld Group, es el lado más al sudoeste de la parte austriaca de las montañas Karwendel en los Alpes. Se forma una montaña en forma de herradura alrededor del valle de Eppzirler Tal y se une en el sur con el Nordkette por el Erl Saddle (Erlsattel) cerca de Solsteinhaus. Limita al oeste con la cuenca de Seefeld, al este con los valles de Gleirschtal y Großes Kristental; sus colinas boscosas del norte llegan hasta Scharnitz.
A diferencia de las cuatro sierras principales de Karwendel, el Grupo Erlspitze está formado por Dolomita Principal. Típico de esta roca son formas erosionadas extrañas, como torres, pináculos y aristas nítidamente formados, así como arcos naturales de roca y cuevas como consecuencia de la rápida erosión de los estratos de roca individuales.
Las localidades de las zona de valles son Hochzirl, Reith, Seefeld y Scharnitz, todas ellas en la sección de Innsbruck-Mittenwald del ferrocarril de Mittenwald.
Existen dos refugios alpinos que sirven de  bases para los viajes por la zona del Grupo del Erlspitze: en el oeste está el refugio de Nördlinger y, en el sur, el de Solsteinhaus. En la parte norte del Grupo del Erlspitze hay dos refugios abiertos en verano: el Oberbrunnalm y, en el Eppzirler Tal, el Eppzirler Alm.
Cumbres importantes (por altura)
- Erlspitze (2,405 m (AA))
- Reither Spitze (2,374 m (AA))
- Freiungen (2,332 m (AA))
- Kuhljochspitze (2,297 m (AA))
- Härmelekopf (2,224 m (AA))
- Seefelder Spitze (2,221 m (AA))
- Fleischbanktürme (2,216 m (AA))
- Fleischbankspitze (2,206 m (AA))
- Karlspitze (2,174 m (AA))
- Seefelder Joch (2,060 m (AA))
- Zischgenkopf (1,932 m (AA))
- Zäunlkopf (1,746 m (AA))

## Lecturas
- Walter Klier: Guía de Club Alpino Karwendel alpin. 15.º edn., Bergverlag Rudolf Rother, Múnich, 2005. ISBN 3-7633-1121-1 .

- Datos: Q1355690
- Multimedia: Erlspitzgruppe / Q1355690